# Franz Reinhard (Politiker)
Franz Reinhard (* 8. Januar 1859 in Schildhorst; † 21. November 1927 in Osnabrück) war ein deutscher Jurist und Politiker. Reinhard war von 1904 bis 1918 Mitglied im Preußischen Abgeordnetenhaus, 1920 im Provinziallandtag von Hannover und von 1921 bis 1927 Mitglied im Preußischen Staatsrat. 

## Leben
Reinhard besuchte zunächst die Volksschule und später das Gymnasium Josephinum in Hildesheim. Von 1876 bis 1879 studierte er Rechtswissenschaften an den Universitäten in Göttingen und Tübingen. Er war Mitglied der katholischen Studentenverbindungen KStV Winfridia Göttingen und KStV Alamannia Tübingen. Nach erfolgreichem Abschluss des Studiums wurde er 1880 als Gerichtsreferendar, seit 1885 als Gerichtsassessor, in den preußischen Justizdienst übernommen. 1889 erhielt er seine Ernennung zum Amtsrichter in Gammertingen und war seit 1892 als solcher in Melle tätig. Als Amtsgerichtsrat trat er am 1. April 1922 in den Ruhestand, übernahm aber schon kurze Zeit später die Leitung des Landesjugendamtes. Außerdem war er stellvertretendes Mitglied des Großen Disziplinarrates für richterliche Beamte.
Reinhard, der selbst Katholik war, wurde für die Zentrumspartei zum Bürgervorsteher und Kreisdeputierten von Melle gewählt. Ab 1904 bis November 1918 war er Mitglied im Preußischen Abgeordnetenhaus. Nach dem Ende des Ersten Weltkrieges wurde er 1920 Abgeordneter im Provinziallandtag von Hannover und ab Mai 1921 für das Zentrum Mitglied im Preußischen Staatsrat. Ein Mandat, das er bis zu seinem Tod ausübte. Franz Reinhard starb am 21. November 1927, im Alter von 68 Jahren, in Osnabrück. Für seine Verdienste erhielt er den Titel eines Geheimen Justizrates.